# Residencia de Señoritas
Residencia de Señoritas var en spansk kvinnoorganisation, grundad 1915. 
Det var en feministisk organisation med syftet att verka för kvinnors tillgång till universitetsutbildning och stöd till kvinnliga studenter. 
Den upplöstes genom Francos seger i spanska inbördeskriget 1939. 